# Иван Константинов
Иван Никифорович Константинов (рус. Иван Никифорович Константинов; Сибир, 1920), пилот, гардијски капетан Црвене армије и народни херој Југославије.

## Биографија
Рођен је 1920. године у Сибиру. Уочи рата је завршио летачку школу и постао пилот средњег бомбардера.
Током 1941—1943. године, учествовао је у борбеним акцијама даљинске бомбардерске авијације - бомбардовае непријатељских трупа и технике у непријатељској позадини, железничких чворове на совјетској територији, коју је привремено окупирао непријатељ, и на територији Немачке.
Од пролећа 1944. године, гардијски капетан, заменик команданта ескадриле Иван Константинов учествовао је у допремању војне опреме за Народноослободилачку војску Југославије.
Заједно са својим ратним друговима - навигатором Николајем Абрамовим и авио-техничарем Аркадијем Цирковим, обавио је око педесет ноћних борбених летова у Југославију - у Србију, Црну Гору, Хрватску и Далмацију. Посада је одлићно извршила све задатке. 
После завршетка рата, Иван Никифорович Константинов пребачен је у резерву, и радио је у цивилној авијацији.

## Одликовања
За борбену активност, Иван Константинов одликован је с три Ордена црвене заставе, Орденом отаџбинског рата II степена, Орденом црвене звезде и многим другим ратним совјетским одликовањима.
Председништво Антифашистичког већа народног ослободења Југославије одликовало је, 21. јуна 1945. године, совјетског пилота, гардијског капетана Ивана Никифоровича Константинова Орденом народног хероја Југославије.